# Trachylepis lavarambo
Trachylepis lavarambo (нусі-беська мабуя) — вид сцинкоподібних ящірок родини сцинкових (Scincidae). Ендемік Мадагаскару.

## Поширення і екологія
Нусі-беські мабуї є ендеміками острова Нусі-Бе, розташованого біля північно-західного узбережжя Мадагаскару. Вони живуть у вологих тропічних лісах в заповіднику Локобе.

## Збереження
МСОП класифікує цей вид як вразливий. Trachylepis lavarambo загрожує знищення природного середовища.